# 大原 (弘前市)
大原（おおはら）は、青森県弘前市の地名。郵便番号は036-8242。

## 地理
青森県道126号久渡寺新寺町線沿い東側に位置し、北は清水・緑ケ丘、東は桜ケ丘、南から南西は小沢、西は大開に接する。

## 沿革
- 1975年（昭和50年） - 小沢の一部から分離、大原になる。

### 地名の由来
かつての小沢の小字「大原」から。

## 世帯数と人口
2017年（平成29年）6月1日現在の世帯数と人口は以下の通りである。
| 丁目       | 世帯数  | 人口  |
| ---------- | ------- | ----- |
| 大原一丁目 | 69世帯  | 146人 |
| 大原二丁目 | 114世帯 | 250人 |
| 大原三丁目 | 108世帯 | 257人 |
| 計         | 291世帯 | 653人 |

## 施設

### 医療
- マサ整骨院

### 商業
- さとちょう大原店
  - 佐藤長リカーショップ
- ホワイト急便弘前大原営業所
- つるや桜ヶ丘店

### 公共
- 弘前郵便局弘前小沢支局

## 小・中学校の学区
市立小・中学校に通う場合、学区は以下の通りとなる。
| 町丁       | 番・番地 | 小学校             | 中学校             |
| ---------- | -------- | ------------------ | ------------------ |
| 大原一丁目 | 全域     | 弘前市立小沢小学校 | 弘前市立第四中学校 |
| 大原二丁目 | 全域     | 弘前市立小沢小学校 | 弘前市立第四中学校 |
| 大原三丁目 | 全域     | 弘前市立小沢小学校 | 弘前市立第四中学校 |

## 交通
- 弘南バス

清水交流センター前、大原（弘前駅 - 久渡寺線）停留所。